# Óscar Javier Méndez
Óscar Javier Méndez Albornoz (Montevideo, Uruguay; 5 de diciembre de 1994) es un futbolista uruguayo. Juega como mediocampista central y su primer equipo fue Racing de Montevideo. Actualmente milita en Peñarol de la Primera División.

## Estadísticas
- Actualizado al 19 de agosto de 2025

| Club                     | Div.                | Temporada           | Liga | Liga | Copa Nacional | Copa Nacional | Copa Internacional | Copa Internacional | Total | Total |
| Club                     | Div.                | Temporada           | PJ   | G    | PJ            | G             | PJ                 | G                  | PJ    | G     |
| ------------------------ | ------------------- | ------------------- | ---- | ---- | ------------- | ------------- | ------------------ | ------------------ | ----- | ----- |
| Racing (M) · Uruguay     | 1.ª                 | 2013/14             | 3    | 0    | -             | -             | -                  | -                  | 3     | 0     |
| Racing (M) · Uruguay     | 1.ª                 | 2014/15             | 1    | 0    | -             | -             | -                  | -                  | 1     | 0     |
| Racing (M) · Uruguay     | 1.ª                 | 2015/16             | 16   | 0    | -             | -             | -                  | -                  | 16    | 0     |
| Racing (M) · Uruguay     | 1.ª                 | 2016                | 12   | 1    | -             | -             | -                  | -                  | 12    | 1     |
| Racing (M) · Uruguay     | 1.ª                 | 2017                | 28   | 0    | -             | -             | -                  | -                  | 28    | 0     |
| Racing (M) · Uruguay     | 1.ª                 | 2018                | 21   | 1    | -             | -             | -                  | -                  | 21    | 1     |
| Racing (M) · Uruguay     | 1.ª                 | 2023                | 17   | 1    | -             | -             | -                  | -                  | 17    | 1     |
| Racing (M) · Uruguay     | Total               | Total               | 98   | 3    | -             | -             | -                  | -                  | 98    | 3     |
| Unión Argentina          | 1.ª                 | 2018/19             | 6    | 0    | 5             | 1             | 1                  | 0                  | 12    | 1     |
| Unión Argentina          | 1.ª                 | 2019/20             | 17   | 1    | 1             | 0             | 2                  | 0                  | 20    | 1     |
| Unión Argentina          | Total               | Total               | 23   | 1    | 6             | 1             | 3                  | 0                  | 32    | 2     |
| Danubio · Uruguay        | 1.ª                 | 2020                | 15   | 2    | -             | -             | -                  | -                  | 15    | 2     |
| Danubio · Uruguay        | 2.ª                 | 2021                | 19   | 2    | -             | -             | -                  | -                  | 19    | 2     |
| Danubio · Uruguay        | Total               | Total               | 34   | 4    | -             | -             | -                  | -                  | 34    | 4     |
| DIM · Colombia           | 1.ª                 | 2022                | 30   | 1    | 6             | 0             | 5                  | 0                  | 41    | 1     |
| DIM · Colombia           | Total               | Total               | 30   | 1    | 6             | 0             | 5                  | 0                  | 41    | 1     |
| América Mineiro · Brasil | 1.ª                 | 2023                | 7    | 0    | -             | -             | 4                  | 0                  | 11    | 0     |
| América Mineiro · Brasil | Total               | Total               | 7    | 0    | -             | -             | 4                  | 0                  | 11    | 0     |
| Peñarol · Uruguay        | 1.ª                 | 2024                | 25   | 1    | 1             | 0             | 11                 | 1                  | 37    | 2     |
| Peñarol · Uruguay        | 1.ª                 | 2025                | 19   | 0    | 1             | 0             | 6                  | 0                  | 26    | 0     |
| Peñarol · Uruguay        | Total               | Total               | 44   | 1    | 2             | 0             | 17                 | 1                  | 63    | 2     |
| Total en su carrera      | Total en su carrera | Total en su carrera | 236  | 10   | 14            | 1             | 29                 | 1                  | 279   | 12    |

## Palmarés

### Campeonatos nacionales
| Título              | Club    | País    | Año  |
| ------------------- | ------- | ------- | ---- |
| Torneo Apertura     | Peñarol | Uruguay | 2024 |
| Torneo Clausura     | Peñarol | Uruguay | 2024 |
| Campeonato Uruguayo | Peñarol | Uruguay | 2024 |
| Torneo Intermedio   | Peñarol | Uruguay | 2025 |

### Otros logros
| Logro                      | Club    | País    | Año  |
| -------------------------- | ------- | ------- | ---- |
| Ascenso a Primera División | Danubio | Uruguay | 2021 |